# Tunézia hadereje
Tunézia hadereje a szárazföldi haderőből, a légierőből és a haditengerészetből áll.

## Fegyveres erők létszáma
- Aktív: 35 000 fő (melyből 23 400 fő sorozott)
- Szolgálati idő a sorozottaknak: 12 hónap

## Szárazföldi haderő
Létszám
27 000 fő
Állomány
- 3 gépesített dandár
- 1 szaharai dandár
- 1 kisegítő dandár
- 1 műszaki ezred

Felszerelés
- 84 db harckocsi (M60A1)
- 54 db közepes harckocsi (SK–105 Kuerassier)
- 70 db felderítő harcjármű (Saladin, AML 90)
- 270 db páncélozott szállító jármű (M113, EE–11, Fiat F 6614)
- 120 db vontatásos tüzérségi löveg

## Légierő
Létszám
3500 fő
Felszerelés
- 29 db harci repülőgép (F–5E)
- 16 db szállító repülőgép
- 15 db harci helikopter
- 43 db szállító helikopter

## Haditengerészet
Létszám
4500 fő
Hadihajók
- 19 db járőrhajó
- 2 db vegyes feladatú hajó